# Dwergvorming

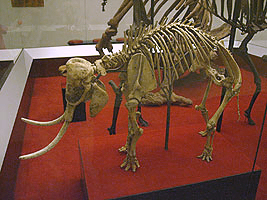
Het skelet van een Siciliaanse dwergolifant, een uitgestorven soort, gevonden op Kreta

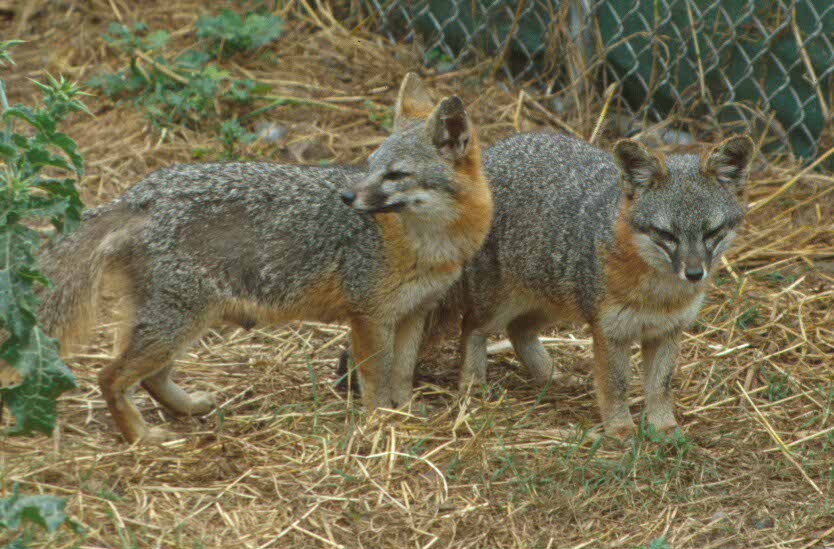
Een paartje eilandvossen

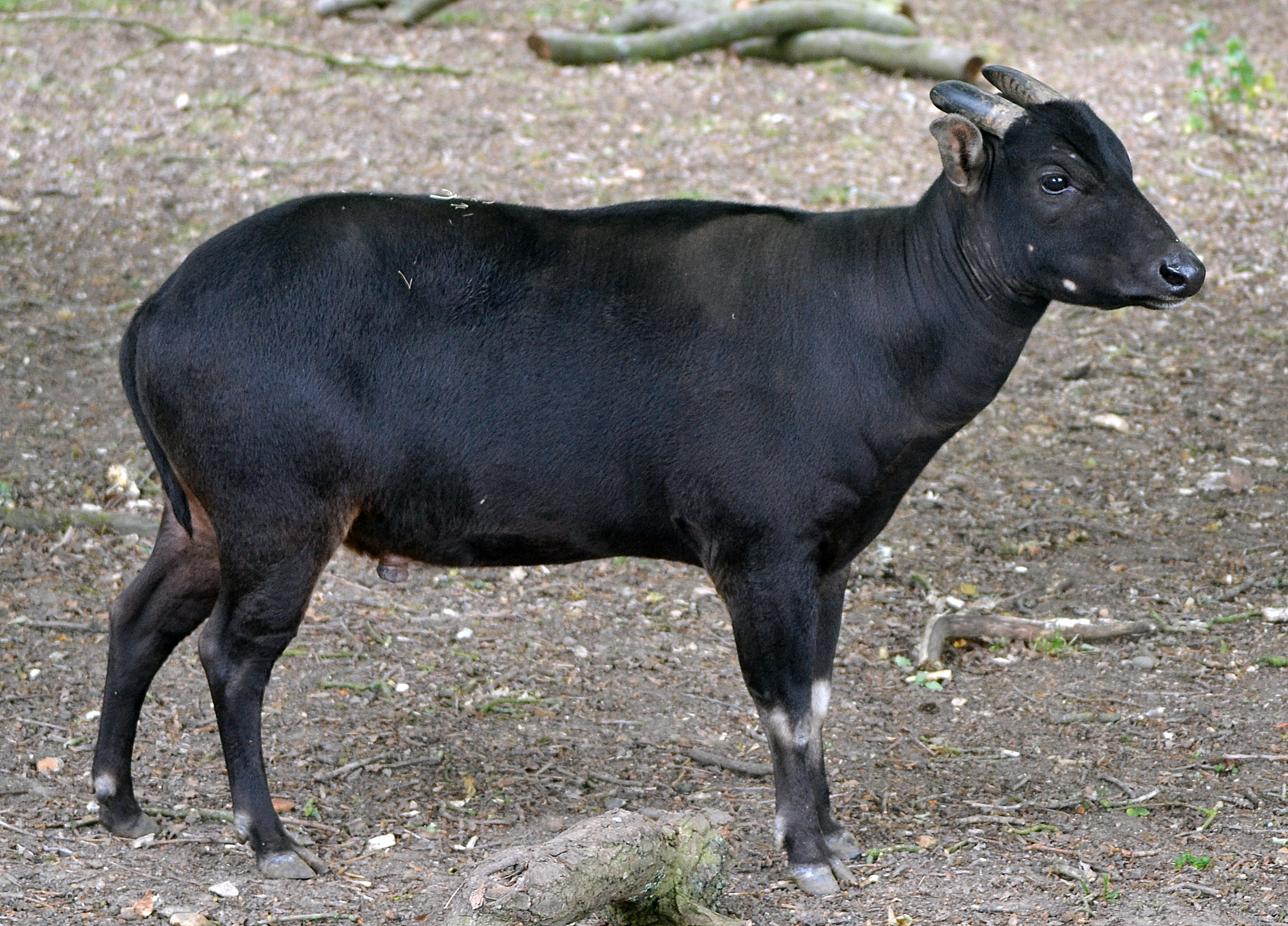
Laaglandanoa

Dwergvorming (insular dwarfism) is een verschijnsel in de biologie waarbij een soort in de evolutie kleiner van stuk wordt. Als dit plaatsvindt op een eiland of in een ander klein en gesloten ecosysteem – bijvoorbeeld een grot, een oase of een afgelegen vallei – dan noemt men dit meestal eilanddwergvorming. Dit proces heeft zich in de loop van de evolutie vele malen voorgedaan, bijvoorbeeld bij de dinosauriërs (zoals Europasaurus en Magyarosaurus), en moderne gewervelden zoals olifanten.

## Evolutionaire oorzaken
De oorzaken van dwergvorming lopen sterk uiteen, maar hebben allemaal een aantal dingen gemeen: dwergvorming is een aanpassing aan langdurig veranderde omstandigheden in de leefomgeving. Het tegenovergestelde heet reusvorming waarbij een soort juist groter wordt, denk bijvoorbeeld aan reuzenschildpadden. De belangrijkste redenen voor het optreden van (eiland)dwergvorming zijn het ontbreken van natuurlijke vijanden, bijvoorbeeld op een eiland, waardoor een kleiner lichaam selectief voordeel oplevert, doordat het minder voedsel nodig heeft. Groot zijn heeft als voordeel dat relatief lange afstanden kunnen worden overbrugd, een voordeel dat op kleine eilanden verloren gaat. In warme klimaten kan een kleiner lichaamsformaat bij warmbloedige dieren bovendien een betere warmteregulering opleveren, zodat oververhitting beter te voorkomen is.

## Onderscheid met dwerggroei
Als een soort na verloop van tijd meetbaar kleiner is geworden zijn daar honderden tot duizenden generaties overheen gegaan. Het vindt dus zeer langzaam plaats. Met dwergvorming wordt niet bedoeld:
- een al dan niet aangeboren groeistoornis waardoor een individu kleiner blijft, bijvoorbeeld progeria.
- een genetische fout in het DNA die leidt tot groeiachterstand, bijvoorbeeld achondroplasie, bij 'dwergen'.
- kleinere exemplaren door tekorten als voedsel, vitaminen, hormonen etc.

## Voorbeelden
Het proces heeft in de evolutionaire geschiedenis vele malen plaatsgevonden. Bekende voorbeelden zijn onder andere:
- Kleine olifantensoorten als de siciliaanse dwergolifant, cypriotische dwergolifant en dwergstegodont.
- Kleine runderen als Bubalus cebuensis, Anoa en Tamaroe.
- De in 2004 ontdekte floresmens van het eiland Flores, die maar 1 meter lang werd.
- Roofdieren als de balinese tijger, de zanzibarluipaard, de eilandvos, de cozumelwasbeer en Canis lupus hodophilax.
- Dinosauriërs als Europasaurus, Magyarosaurus, Rhabdodon, Balaur en Telmatosaurus.

Volgens sommige wetenschappers is de Floresmens een dwergvorm van de Homo erectus.